# 超ねんじゅーかいさい カードでおーえん! たまごっちカップ
『超ねんじゅーかいさい カードでおーえん! たまごっちカップ』（ちょうねんじゅーかいさい カードでおーえん たまごっちカップ）は、カードを読み込ませて戦うデータカードダスの一つ。略称「たまカップ」。たまごっち初のデータカードダス。現在稼動終了。続編は「オールシーズンさぁイコー!カードでエントリー!たまごっちコンテスト」。 

## 特徴
本作はたまごっちたちが競技をして対戦するというコンセプト。
カードからだけではなく、たまごっち本体からもエントリーできることで、多くのユーザーをつかんだ。

## バージョン
はるいろぴんくあそーと
最初のシリーズ。たまごっち達はエンたまにある職業の姿で登場している。
また、当時話題になった「?属」のカードも登場した。
なついろぶるーあそーと
この作品からウラじんせーエンジョイたまごっちプラスのウラたまキャラが初登場。
あきいろおれんじあそーと
クッキングの材料のアイテムカードがあり、クッキングできるようになった。また、レア度にロイヤル初登場。
しーくれっとの中に本作オリジナルのまめっちとくちぱっちが正義の味方に扮した「スーパーまめっち」、「ぱっちマン」が登場した。
ふゆいろごーるどあそーと
この作品以降れあはしーくれっとのような特殊使用になった。
ねんじゅーあそーと
これまでのれあ、しーくれっと、ロイヤルのカードがレア度を一段階下げて再収録。（ただし逆にレア度が上がっているものもある）一部新規カードがある。

## 対応機種
- 超じんせーエンジョイたまごっちプラス
- ウラじんせーエンジョイたまごっちプラス
- たまごっちスクールせーとぜーいんしゅーごっち!（ただし得意科目が全部のキャラは出場不可能）